# Sibiř (kraton)

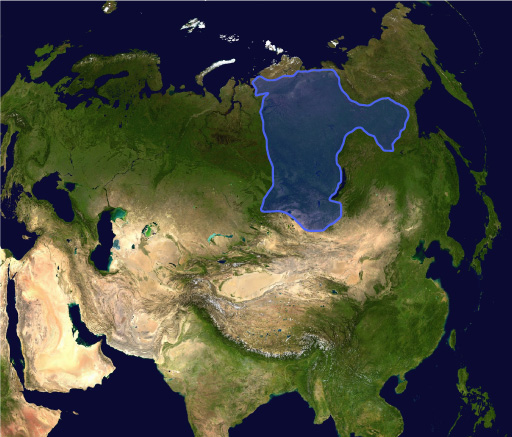
Současná pozice v Asii

Sibiř je bývalý kontinent, zahrnující dnešní území Sibiře. Objevila se před 750 milióny let při rozpadu Rodinie. Tehdy se nacházela na jižní polokouli. S ostatními kontinenty (konkrétně s Laurentií a Baltikou) se znovu spojila asi před 600 milióny let, když se nacházela v oblasti obratníku Kozoroha. Vznikl nový, leč krátkodobý superkontinent Pannotie. Pak se Sibiř vydala na sever, před 500 až 450 milióny let překročila rovník.
Před 300 milióny let do ní narazila Kazachstánie a vznikl Altaj. Nedlouho na to, v permu, se nově vzniklý celek spojil s Pangeou, vznikl Ural a Sibiř jako kontinent přestala existovat.